# アチーニ・ディ・ペペ
アチーニ・ディ・ペペ(Acini di pepe)は、パスタの一種である。aciniはacinoの複数形で、ラテン語のacinusに由来する言葉であり、「ブドウ」や「ブドウの石（種）」を意味する。pepeは「コショウ」を意味し、全体で「コショウの種」の意味となる。コショウの種は繁殖の象徴とみなされ、イタリアの結婚式のスープに用いられる。また、イタリア語で「小さな生地」という意味のパスティーナ(pastina)と呼ばれることもあるが、メーカーによっては、アチーニ・ディ・ペペよりも小さなものをパスティーナと使い分けている場合もある。個々のパスタは、直径約1mmかそれ以下の大きさの円筒形をしている。
アチーニ・ディ・ペペは、しばしばイタリアの結婚式のスープに用いられる。フロッグアイサラダはアメリカ合衆国の冷たいサラダで、このパスタをホイップクリームとあわせ、キノコやマンダリンオレンジ、パイナップル等をトッピングしたものである。